# روزهای بی‌خبری
روزهای بی‌خبری فیلمی به کارگردانی و نویسندگی امیر شروان محصول سال ۱۳۵۶ است.

## داستان
غمزه خانم زن بیوه‌ای است که با دختر نوجوانش زندگی می‌کند او برای تأمین زندگی و تحصیل دخترش به تمام خواستگارانش برای ازدواج پاسخ مثبت می‌دهد. یک مرد اصفهانی و رضا ثروتشان را بی‌دریغ به پای غمزه خانم می‌ریزند...

## بازیگران
- رضا بیک ایمانوردی
- نصرت‌الله وحدت
- علی میری
- نگین
- ملیحه نصیری
- محمود لطفی
- غلامحسین بهمنیار